# Первичная продукция

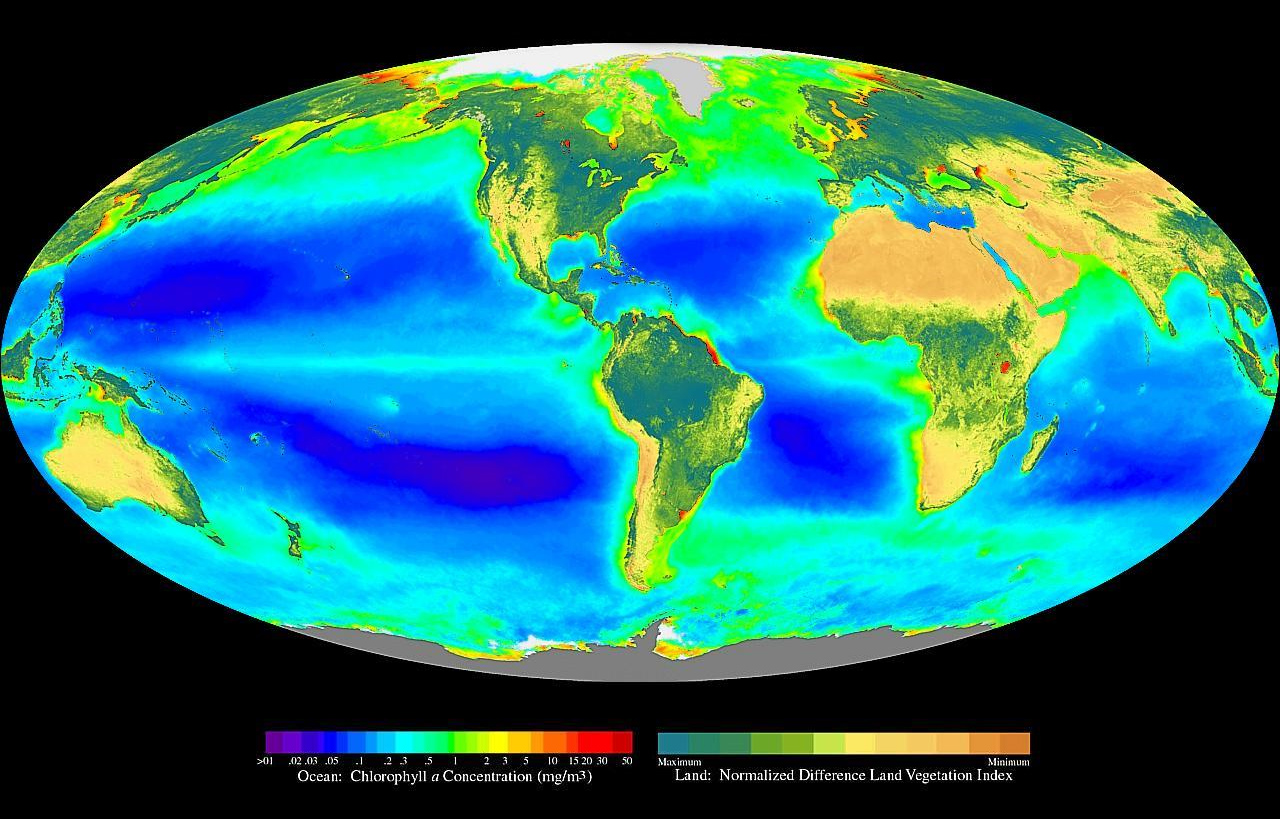
Карта распределения величины чистой первичной продукции по всему Земному шару. Усредненные данные за период с сентября 1997 г. по август 2000 г. Для океана (шкала внизу слева) и оценки приводятся за содержанием в поверхностных водах хлорофилла (мг/м^{3}). Для суши (шкала внизу справа) использована относительная величина — индекс, показывающий степень развития растительности. Хорошо видно, что центральные районы океана очень бедны фитопланктоном, в то время как районы высоких широт продуктивнее. На суше — самые продуктивные экосистемы тропических лесов.

Первичная продукция — в экологии величина, характеризующая прирост количества органического вещества, образованного за определённое время автотрофными организмами (например, зелеными растениями, или цианобактериями) из простых неорганических компонентов. Поскольку источником углерода для автотрофных организмов служит, как правило, диоксид углерода СО2 (углекислый газ), то первичную продукцию в настоящее время чаще всего оценивают по количеству углерода, связанного за определённое время наземной растительностью или океаническим (озерным) фитопланктоном в расчете на единицу площади. В случае фитопланктона, который характеризуется высокой скоростью образования органического вещества в расчете на единицу биомассы, первичную продукцию оценивают для небольших промежутков времени, чаще всего для суток. Если же речь идет о наземной растительности, у которой скорость образования органического вещества в расчете на единицу биомассы существенно меньше, первичную продукцию оценивают за год или за вегетационный сезон.
Понятие первичной продукции применяют не только относительно фотоавтотрофных организмов (то есть тех, что используют свет как источник энергии), но и хемоавтотрофов (то есть организмов, которые также создают органическое вещество, но за счет энергии, которую они получают, проводя окислительно-восстановительные реакции с простыми веществами, например, окисляя аммоний до нитрита, или сульфиды до сульфатов). К такому способу получения энергии способны только некоторые прокариоты (бактерии в широком смысле слова). В современной биосфере роль хемоавтротрофов незначительна. Наиболее известный пример — это создание ими органического вещества (которая далее используется всеми организмами) в глубоководных гидротермальных экосистемах — оазисах жизни, которые существуют на больших глубинах в некоторых районах на дне океана, где сквозь трещины коры выходят горячие воды, богатые восстановленными соединениями.
Почти с самого начала изучения первичной продукции исследователи различали «валовую первичную продукцию» (англ.: Gross Primary Production — GPP) и «чистую первичную продукцию» (англ.: Net Primary Production — NPP). Валовая продукция — это общее количество органического вещества, образуемого организмом-продуцентом, а чистая продукция — это валовая продукция за вычетом расходов самого продуцента на дыхание. Другими словами: NPP = GPP — R, где R — затраты на дыхание. Реальный прирост массы продуцентов — это и есть чистая первичная продукция. Именно это вещество и может использоваться потребителями, именно она и создает основу для поддержки всей трофической цепи.

## История изучения
Первые измерения первичной продукции осуществил Г. Г. Винберг в 1932 г. на оз. Белое (в Косино под Москвой). Для этого он предложил метод «темных и светлых склянок», суть которого в том, что количество органического вещества, образовавшегося в ходе фотосинтеза судят по количеству кислорода, который выделился. Работа начинается с того, что с определённой глубины берут пробу воды (вместе с планктоном, что содержится в ней), которую разливают по трём флаконам (склянкам) с притертыми пробками. В одном из флаконов химическим методом сразу определяют содержание растворенного кислорода, а два других (один из которых «темный», защищенный от света, а другой — «светлый», прозрачный для света) помещают на сутки в водоем, на ту глубину, откуда было взято исходную пробу. Через сутки флаконы поднимают на поверхность и определяют в них содержание кислорода. Очевидно, что в светлых флаконах происходили как фотосинтез, так и дыхание, а в темных, изолированных от света, только дыхание. По разности количества кислорода в светлых и темных флаконах рассчитывают количество органического вещества, которое образовалось. Винберг проводил эти подобные определения продукции сразу для серии проб, взятых с разных глубин, и делал это многократно в течение всего вегетационного сезона. В результате он получил возможность оценить первичную продукцию для всего водоема. Через три года после работ Винберга аналогичный способ определения первичной продукции применил в США на оз. Линслей Понд (шт. Коннектикут) Г. Райли (G. Riley), который работал под руководством Дж. Э. Хатчинсона. Американские исследователи не знали о работе Винберга, однако позже приоритет Винберга был признан Хатчинсоном.
В дальнейшем выяснилось, что предложенный Винбергом «кислородный» вариант метода темных и светлых склянок оказывается недостаточно чувствительным при попытках оценить продукцию фитопланктона в океане, где она, как правило, существенно ниже, чем в озёрах умеренной зоны. В начале 1950-х годов датский исследователь Е. Стиман-Нильсен в экспедиции на научно-исследовательском судне «Галатея» применил так называемый «радиоуглеродный» метод. Смысл его заключается в том, что во флаконы с пробами воды, содержащей планктон, добавляли СО2, меченный радиоактивным изотопом углерода 14С. После экспозиции этих проб в лаборатории на борту судна (при температуре и освещенности, близких к природным), исследователи отфильтровывали фитопланктон и по величинам его радиоактивности судили, какая часть добавленного радиоактивного углерода оказалась связанной в новообразованном органическом веществе.

## Современные исследования
В 1960-х годах работы по оценке первичной продукции океана развернулись широким фронтом. Активное участие в них принимали и исследователи из СССР. Работы, проведенные в том числе на научно-исследовательских судах Академии Наук, позволили составить карту распределения величин первичной продукции по всей акватории Мирового океана. Вплоть до недавнего времени, когда стали использоваться дистанционные (с космических аппаратов) методы оценки количества хлорофилла в поверхностных водах океана, эта карта оставалась единственной.
Уже тогда выяснилось (а впоследствии подтверждено дистанционными методами), что в центральных частях всех океанов существуют обширные области, где величина первичной продукции чрезвычайно низкая. Происходит это из-за того, что развитие фитопланктона там ограничено недостатком биогенных элементов, в первую очередь азота и фосфора, в минеральной, доступной для использования фитопланктоном, форме. Области высокой интенсивности образования первичной продукции занимают небольшую площадь — это Северная Атлантика, некоторые районы северной части Тихого океана, некоторые районы Южного океана (вокруг Антарктиды) и зоны подъёма глубинных вод (апвеллинга).
Согласно современным данным, общая чистая первичная продукция всего океана составляет около 60 млрд тонн углерода в год, хотя разброс оценок, приведенных разными авторами, очень широк — от 35 до 100 млрд тонн. Для всей суши чистая первичная продукция за год оценивается подобной величине — 57 млрд тонн (при разбросе оценок разных авторов — от 48 до 65 млрд тонн). Таким образом, на единицу площади первичная продукция суши существенно выше, чем океана. Основные факторы, ограничивающие первичную продукцию суши — это недостаток влаги (пустыни в центральных частях континентов) и низкие температуры (в высокогорьях и высоких широтах). Принципиально разной для суши и океана оказывается продуктивность единицы биомассы. При примерно равной суммарной величине чистой первичной продукции, средняя биомасса самих продуцентов на суше составляет около 800 млрд т углерода, а в океане — только около 2 млрд т. Таким образом, скорость образования нового вещества в расчете на единицу биомассы в океане в сотни раз выше, чем на суше.